# Birmese buulbuul
De Birmese buulbuul (Iole viridescens) is een zangvogel uit de familie Pycnonotidae (buulbuuls). 

## Verspreiding en leefgebied
Deze soort komt voor in subtropische of tropische laaglandregenwouden van Myanmar tot Malakka en telt drie ondersoorten:
- I. v. viridescens: centraal Myanmar en westelijk Thailand.
- I. v. lekhakuni: zuidelijk Myanmar en zuidwestelijk Thailand.
- I. v. cinnamomeoventri: noordelijk Malakka.

Afgesplitst als aparte soort:
- I. cacharensis (cacharbuulbuul): noordoostelijk India en zuidoostelijk Bangladesh.